# Merlot
Merlot je crna sorta grožđa i popularno vino u kojemu se obično mogu prepoznati naznake crnog ribiza i šljive. Merlot je vrlo pitak i nije kisel i opor.

## Vanjske poveznice
- Mali podrum  Arhivirana inačica izvorne stranice od 28. rujna 2007. (Wayback Machine) - Merlot; hrvatska vina i proizvođači